# هيدابورغ
هيدابورغ (بالإنجليزية: Hydaburg, Alaska)‏ هي مدينة تقع في ولاية ألاسكا في الولايات المتحدة. تبلغ مساحة هذه المدينة 0.7 (كم²)، وترتفع عن سطح البحر 7 م، بلغ عدد سكانها 376 نسمة في عام 2010 حسب إحصاء مكتب تعداد الولايات المتحدة.

## التركيبة السكانية
حدّد مكتب تعداد الولايات المتحدة بيانات التركيبة السكانية لهيدابورغ في تعداد الولايات المتحدة. في ما يلي، التركيبة السكانية حسب تعدادي 2000 و2010.

### تعداد عام 2000
بلغ عدد سكان هيدابورغ 382 نسمة بحسب تعداد عام 2000، وبلغ عدد الأسر 133 أسرة وعدد العائلات 88 عائلة مقيمة في المدينة. في حين سجلت الكثافة السكانية 502.6 نسمة لكل كيلومتر مربع (1,301.7/ميل2). وبلغ عدد الوحدات السكنية 154 وحدة بمتوسط كثافة قدره 202.6 لكل كيلومتر مربع (524.7/ميل2).
وتوزع التركيب العرقي للمدينة بنسبة 9.42% من البيض و0.52% من الأمريكيين الأفارقة و85.08% من الأمريكيين الأصليين و0.52% من الأمريكيين ذوي الأصول الآسيوية و4.45% من عرقين مختلطين أو أكثر.
بلغ عدد الأسر 133 أسرة كانت نسبة 44.4% منها لديها أطفال تحت سن الثامنة عشر تعيش معهم، وبلغت نسبة الأزواج القاطنين مع بعضهم البعض 41.4% من أصل المجموع الكلي للأسر، ونسبة 15.8% من الأسر كان لديها معيلات من الإناث دون وجود شريك،  بينما كانت نسبة 9% من الأسر لديها معيلون من الذكور دون وجود شريكة وكانت نسبة 33.8% من غير العائلات. تألفت نسبة 30.8% من أصل جميع الأسر من عدة أفراد يعيشون في نفس المنزل ونسبة 7.5% كانت تتألف من شخص يعيش بمفرده يبلغ من العمر 65 عاماً أو أكثر. وبلغ متوسط حجم الأسرة المعيشية 2.87، أما متوسط حجم العائلات فبلغ 3.60.
بلغ العمر الوسطي للسكان 31.8 عاماً. وكانت نسبة 35.1% من القاطنين تحت سن الثامنة عشر، وكانت نسبة 7.3% بين الثامنة عشر والرابعة والعشرين عاماً، ونسبة 24.9% كانت واقعةً في الفئة العمرية ما بين الخامسة والعشرين والرابعة والأربعين عاماً، ونسبة 24.9% كانت ما بين الخامسة والأربعين والرابعة والستين، ونسبة 7.9% كانت ضمن فئة الخامسة والستين عاماً فما فوق. يوجد لكل 100 أنثى 112.2 ذكر، ويوجد لكل 100 أنثى في الثامنة عشر من عمرها فما فوق 127.5 ذكر.
بلغ متوسط دخل الأسرة في المدينة 31,625 دولارًا، أما متوسط دخل العائلة فبلغ 31,250 دولارًا. وكان متوسط دخل الذكور 27,500 دولارًا مقابل 41,250 دولارًا للإناث. وسجل دخل الفرد الخاص بالمدينة 11,401 دولارًا. وكانت نسبة 21.4% من العائلات ونسبة 24.1% من السكان تحت خط الفقر، وكان من هؤلاء نسبة 29.7% تحت سن الثامنة عشر ونسبة 6.1% في الخامسة والستين من العمر وما فوق.

### تعداد عام 2010
بلغ عدد سكان هيدابورغ 376 نسمة بحسب تعداد عام 2010، وبلغ عدد الأسر 128 أسرة وعدد العائلات 89 عائلة مقيمة في المدينة. في حين سجلت الكثافة السكانية 494.7 نسمة لكل كيلومتر مربع (1,281.3/ميل2). وبلغ عدد الوحدات السكنية 139 وحدة بمتوسط كثافة قدره 182.9 لكل كيلومتر مربع (473.7/ميل2).
وتوزع التركيب العرقي للمدينة بنسبة 11.44% من البيض و0.53% من الأمريكيين الأفارقة و77.13% من الأمريكيين الأصليين و0.27% من سكان جزر المحيط الهادئ و1.06% من الأعراق الأخرى و9.57% من عرقين مختلطين أو أكثر و3.19% من الهسبانيون أو اللاتينيون من أي عرق.
بلغ عدد الأسر 128 أسرة كانت نسبة 46.1% منها لديها أطفال تحت سن الثامنة عشر تعيش معهم، وبلغت نسبة الأزواج القاطنين مع بعضهم البعض 36.7% من أصل المجموع الكلي للأسر، ونسبة 20.3% من الأسر كان لديها معيلات من الإناث دون وجود شريك،  بينما كانت نسبة 12.5% من الأسر لديها معيلون من الذكور دون وجود شريكة وكانت نسبة 30.5% من غير العائلات. تألفت نسبة 24.2% من أصل جميع الأسر من عدة أفراد يعيشون في نفس المنزل ونسبة 11.7% كانت تتألف من شخص يعيش بمفرده يبلغ من العمر 65 عاماً أو أكثر. وبلغ متوسط حجم الأسرة المعيشية 2.94، أما متوسط حجم العائلات فبلغ 3.28.
بلغ العمر الوسطي للسكان 32.0 عاماً. وكانت نسبة 29.5% من القاطنين تحت سن الثامنة عشر، وكانت نسبة 9.6% بين الثامنة عشر والرابعة والعشرين عاماً، ونسبة 25.8% كانت واقعةً في الفئة العمرية ما بين الخامسة والعشرين والرابعة والأربعين عاماً، ونسبة 24.2% كانت ما بين الخامسة والأربعين والرابعة والستين، ونسبة 10.9% كانت ضمن فئة الخامسة والستين عاماً فما فوق. وتوزع التركيب الجنسي للسكان بنسبة 56.4% ذكور و43.6% إناث.

## وصلات خارجية
- Community Information